# Polanka Hallera
Polanka Hallera – wieś w Polsce położona w województwie małopolskim, w powiecie krakowskim, w gminie Skawina na Pogórzu Wielickim.
Na północ od centrum wsi leży rozległy zespół dworski, składający się z zabudowań gospodarczych i parku. Zespół należy do Uniwersytetu Jagiellońskiego w Krakowie. Wyraźnie dominuje on w krajobrazie całej okolicy i widoczny jest w promieniu kilkunastu kilometrów, szczególnie od strony północnej. Na zachodnim brzegu wsi znajduje się Las Uniwersytecki (około 20 ha).
Do Uniwersytetu Jagiellońskiego należy ponad dwie trzecie całego obszaru wsi, łącznie z Lasem Uniwersyteckim.

## Części wsi
| SIMC    | Nazwa     | Rodzaj    |
| ------- | --------- | --------- |
| 0335284 | Doły      | część wsi |
| 0335290 | Gościniec | część wsi |

## Historia
W latach osiemdziesiątych XIX w. wieś powszechnie nazywano Polanką Hallerowską, ponieważ wówczas od około wieku należała do rodziny Hallerów. W 1993 roku po kilku wcześniejszych zmianach nazwy, wieś ostatecznie przyjęła obecną nazwę.
Pierwsza znana wzmianka o wsi pochodzi z 1352 roku.
Była główną siedzibą rodową Hallerów do końca II wojny światowej w 1945 roku. Ostatnim właścicielem majątku w Polance był syn Władysława i Lucyny, generał Stanisław Haller. W okresie międzywojennym Polanka stanowiła jeden z największych majątków ziemskich w okolicy Krakowa, obejmowała bowiem 403 hektary ziemi. Po zakończeniu II wojny światowej i odebraniu majątku Hallerom jest on od 1959 w posiadaniu Uniwersytetu Jagiellońskiego w Krakowie.
W latach 1975–1998 miejscowość administracyjnie należała do województwa krakowskiego.

## Hallerowie
Według tradycji, Hallerowie przybyli do Polski w XV w. z Bawarii i tu się zadomowili. W 1795 roku ród uzyskał od Franciszka II szlachectwo z predykatem von Hallenburg oraz herb. Najwybitniejszymi z Hallerów byli: syn Władysława, generał Stanisław Haller z linii Polanka, oraz Józef Haller von Hallenburg.

## Zabytki
Obiekt wpisany do rejestru zabytków nieruchomych województwa małopolskiego.
- Zespół dworski: dwór, czworak, park, dwa zespoły zabudowań gospodarczych przy wewnętrznych dziedzińcach: kuźnia, stajnia, obora, chlew, stodoła, spichlerz, magazyn oraz teren zwany przylaskiem „Dębina” ze stawem.

## Dwór i park krajobrazowy
Klasycystyczny dwór składa się z dwóch, znacznie różniących się od siebie części. Od południa jest to obszerny, parterowy budynek, z szerokim piętrowym ryzalitem od strony ogrodu, zwieńczonym trójkątnym tympanonem. Ta część dworu pochodzi z połowy XIX wieku. Nieco później od strony północnej do dworu przybudowano galerię, podpartą kilkoma filarami. Galeria połączona jest z portykami, nad którymi wznoszą się tympanony, ozdobione herbami Hallerów.
Nadal dość dobrze prezentuje się park krajobrazowy o powierzchni 1,72 hektara. Założony na początku XIX w., a w około sto lat później poszerzony. Te etapy powstawania parku są widoczne w ogólnym układzie i w wieku drzew. Do najcenniejszych spośród nich należą:
- buk zwyczajny o odmianie purpurowej (obwód 366 cm) i dwa inne;
- dwa ogromne platany we wschodniej części parku (około 365 i 355 cm obwodu).

Od parku na południe, w kierunku stawu w dolinie, biegnie długa na kilkaset metrów aleja starych dębów.